# San Martín del Rey Aurelio
San Martín del Rey Aurelio is een gemeente in de Spaanse provincie en regio Asturië met een oppervlakte van 56,12 km². San Martín del Rey Aurelio telt 16.850 inwoners (1 januari 2016).

## Demografische ontwikkeling
Bron: INE; 1857-2011: volkstellingen